# Clarence Edward Dutton

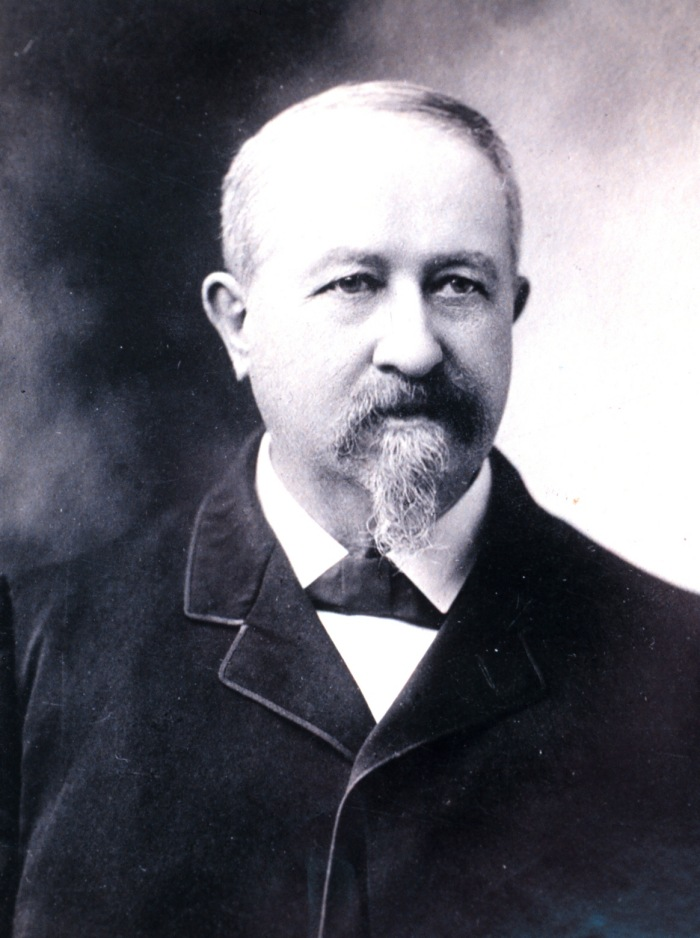

Clarence Edward Dutton (Wallingford, 15 mei 1841 - Englewood (New Jersey), 4 januari 1912) was een Amerikaans geoloog en militair.

## Biografie
Hij studeerde af in 1860 aan het Yale College (nu Yale-universiteit) en volgde gedurende twee jaar postgraduaat opleidingen. In 1862 trad hij in militaire dienst waar hij vanaf 1875 als geoloog aan het werk was. Hij onderzocht vulkanen in Oregon en Hawaï en pikte daar de lokale naam op voor een lavastroomsoort pāhoehoe. Daarnaast was hij ook actief in de Grand Canyon, op het Colorado Plateau, plateaus van Utah, het Crater Lake. Hij en zijn team brachten ook 31.000 km2 in kaart van de plateaus in het zuidelijk gedeelte van Utah. In 1884 werd hij tot lid van de National Academy of Sciences gekozen.
In 1891 kreeg hij andere taken binnen het leger om in 1901 met pensioen te gaan.
Dutton was een pionier op vlak van de seismologie en introduceerde het woord isostasie in 1889.
- Bibsys: 1038857
- Bibliothèque nationale de France: cb123917976 (data)
- Gemeinsame Normdatei: 132585464
- International Standard Name Identifier: 0000 0000 7998 1534
- Library of Congress Control Number: n83312341
- National Archives and Records Administration: 10569326
- Nationale Bibliotheek van Israël: 987007453756305171
- Nederlandse Thesaurus van Auteursnamen: 292513925
- SNAC: w65d9h5c
- Système universitaire de documentation: 103611215
- Museum of New Zealand Te Papa Tongarewa: 63961
- Virtual International Authority File: 59167661
- WorldCat: E39PBJw8Vq8gQP8FPyCRpmtMyd